# 小針町
小針町（こばりちょう）は、愛知県岡崎市の町名。現行行政地名は小針町（22の小字）および小針町1丁目から3丁目。

## 地理
岡崎市北西部に位置し、北から東は橋目町、西は安城市橋目町、西から南は安城市柿碕町に接する。

### 河川
- 鹿乗川

### 小字
- 池城（いけしろ）
- 一シキ（いっしき）
- 鍵田（かぎだ）
- 亀ケ渕（かめがぶち）
- 北畑（きたばた）
- 五反田（ごたんだ）
- 三九郎（さんくろう）
- 拾弐塚（じゅうにづか）
- 城跡（しろあと）
- 神田（じんでん）
- 田明座（たみょうざ）
- 寺下（てらした）
- 中根（なかね）
- 西島（にしじま）
- 八牧（はちまき）
- 馬々西（ばばにし）
- 深田（ふかだ）
- 本丸（ほんまる）
- 松山（まつやま）
- 的場（まとば）
- 屋下（やした）
- 油デン（ゆでん）

## 世帯数と人口
2022年（令和4年）6月1日現在の世帯数と人口は以下の通りである。
| 町丁   | 世帯数    | 人口    |
| ------ | --------- | ------- |
| 小針町 | 1,243世帯 | 2,267人 |

## 学区
市立小・中学校に通う場合、学区は以下の通りとなる。また、公立高等学校に通う場合の学区は以下の通りとなる。
| 番・番地等 | 小学校             | 中学校               | 高等学校普通科 |
| ---------- | ------------------ | -------------------- | -------------- |
| 全域       | 岡崎市立北野小学校 | 岡崎市立矢作北中学校 | 三河学区       |

## 歴史
碧海郡小針村を前身とする。

### 町名の由来
古くに開墾されたことを意味する「古墾」によるとみられる。

### 沿革
- 1889年（明治22年）10月1日 - 町村制施行・合併に伴い、碧海郡志貴村大字小針となる[7][8]。
- 1906年（明治39年）5月1日 - 合併に伴い、矢作町大字小針となる[7][9]。
- 1955年（昭和30年）4月1日 - 岡崎市へ編入し、同市小針町となる[7][9]。
- 2005年（平成17年）9月3日 - 1～3丁目を設置[10]。

### 史跡
- 小針1号古墳

## 施設
- 三菱自動車工業
  - 小針研修センター
  - 小針ハイツ
  - 菱風荘
- 小針町公民館
- 小針町民センター
- 圓慶寺
- 小針神明社

## 交通
- 愛知県道56号名古屋岡崎線
- 愛知県道230号鴛鴨安城線

## その他

### 日本郵便
- 郵便番号 : 444-0907[2]（集配局：岡崎郵便局[11]）。